# Eurocup 2017-18
La EuroCup 2017-18, por motivos de patrocinio 7DAYS EuroCup 2017-18, esta competición de clubes de baloncesto gestionada por la Euroleague Basketball, se disputó desde el 11 de octubre de 2017 hasta el 13 de abril de 2018. Esta fue la décima edición de la competición en la era moderna de la EuroCup. Incluyendo la competición previa de la Copa ULEB, fue la 16.° edición de esta competición de baloncesto.

## Equipos
Un total de 24 equipos de 12 países participarán en la EuroCup 2017–18.
| Fase de grupos        | Fase de grupos          | Fase de grupos            | Fase de grupos              |
| --------------------- | ----------------------- | ------------------------- | --------------------------- |
| Cedevita              | Herbalife Gran Canaria  | ratiopharm Ulm            | Darüşşafaka                 |
| Partizan NIS          | MoraBanc Andorra        | Bayern Múnich             | Galatasaray Odeabank        |
| Budućnost VOLI        | RETAbet Bilbao Basket   | ALBA Berlin               | Tofaş                       |
| Zenit San Petersburgo | Levallois Metropolitans | Dolomiti Energia Trento   | Lietkabelis                 |
| Lokomotiv Kuban       | ASVEL                   | Grissin Bon Reggio Emilia | Lietuvos rytas              |
| UNICS                 | Limoges                 | FIAT Torino               | Hapoel Bank Yahav Jerusalem |

## Fase de grupos
En cada grupo, los equipos jugaron uno contra el otro en un formato de todos contra todos a dos rondas. Los cuatro primeros equipos clasificados avanzaron al Top 16, mientras que los quintos y sextos de cada grupo fueron eliminados.

### Grupo A
| Pos. | Equipo                      | PJ | G | P | PF  | PC  | DP  | Clasificación     |       | DAR   | UNK   | CED   | TOR    | AND   | LEV    |
| ---- | --------------------------- | -- | - | - | --- | --- | --- | ----------------- | ----- | ----- | ----- | ----- | ------ | ----- | ------ |
| 1    | Darüşşafaka (A)             | 10 | 8 | 2 | 805 | 716 | +89 | Avanzan al Top 16 |       | —     | 78–69 | 85–83 | 75–77  | 85–77 | 100–67 |
| 2    | UNICS (A)                   | 10 | 7 | 3 | 794 | 760 | +34 | Avanzan al Top 16 |       | 75–79 | —     | 78–61 | 101–93 | 89–80 | 76–68  |
| 3    | Cedevita (A)                | 10 | 5 | 5 | 821 | 785 | +36 | Avanzan al Top 16 |       | 89–83 | 94–74 | —     | 83–86  | 91–73 | 94–79  |
| 4    | FIAT Torino (A)             | 10 | 5 | 5 | 793 | 842 | −49 | Avanzan al Top 16 |       | 60–89 | 72–79 | 65–87 | —      | 92–86 | 92–86  |
| 5    | MoraBanc Andorra (E)        | 10 | 3 | 7 | 784 | 810 | −26 |                   |       | 68–69 | 68–76 | 78–71 | 83–77  | —     | 79–61  |
| 6    | Levallois Metropolitans (E) | 10 | 2 | 8 | 755 | 839 | −84 |                   | 64–69 | 67–77 | 91–81 | 73–79 | 99–92  | —     |        |

 Fuente: EuroCup Basketball
Criterios de clasificación: Los puntos conseguidos en las prórrogas no cuentan en las clasificaciones, tampoco por las situaciones de desempate.

### Grupo B
| Pos. | Equipo                          | PJ | G | P | PF  | PC  | DP   | Clasificación     |       | BAY   | GSO   | REG   | BUD   | LIE   | HAP    |
| ---- | ------------------------------- | -- | - | - | --- | --- | ---- | ----------------- | ----- | ----- | ----- | ----- | ----- | ----- | ------ |
| 1    | Bayern Múnich (A)               | 10 | 9 | 1 | 881 | 749 | +132 | Avanzan al Top 16 |       | —     | 86–78 | 83–58 | 85–82 | 93–57 | 111–85 |
| 2    | Galatasaray Odeabank (A)        | 10 | 5 | 5 | 795 | 770 | +25  | Avanzan al Top 16 |       | 69–86 | —     | 82–72 | 82–61 | 73–78 | 87–68  |
| 3    | Grissin Bon Reggio Emilia (A)   | 10 | 5 | 5 | 739 | 747 | −8   | Avanzan al Top 16 |       | 90–82 | 74–71 | —     | 77–71 | 82–85 | 61–63  |
| 4    | Budućnost VOLI (A)              | 10 | 5 | 5 | 776 | 776 | 0    | Avanzan al Top 16 |       | 60–76 | 87–78 | 82–74 | —     | 76–62 | 92–75  |
| 5    | Lietkabelis (E)                 | 10 | 4 | 6 | 761 | 812 | −51  |                   |       | 87–88 | 77–84 | 75–82 | 86–79 | —     | 86–72  |
| 6    | Hapoel Bank Yahav Jerusalem (E) | 10 | 2 | 8 | 767 | 865 | −98  |                   | 83–91 | 81–91 | 66–79 | 81–86 | 93–81 | —     |        |

 Fuente: EuroCup Basketball
Criterios de clasificación: Los puntos conseguidos en las prórrogas no cuentan en las clasificaciones, tampoco por las situaciones de desempate.

### Grupo C
| Pos. | Equipo                    | PJ | G  | P | PF  | PC  | DP   | Clasificación     |       | LOK   | RYT   | ALB    | LIM   | BIL    | PAR    |
| ---- | ------------------------- | -- | -- | - | --- | --- | ---- | ----------------- | ----- | ----- | ----- | ------ | ----- | ------ | ------ |
| 1    | Lokomotiv Kuban (A)       | 10 | 10 | 0 | 851 | 710 | +141 | Avanzan al Top 16 |       | —     | 77–68 | 75–59  | 81–55 | 102–86 | 99–64  |
| 2    | Lietuvos rytas (A)        | 10 | 6  | 4 | 855 | 796 | +59  | Avanzan al Top 16 |       | 85–93 | —     | 94–73  | 92–76 | 83–93  | 93–75  |
| 3    | ALBA Berlin (A)           | 10 | 6  | 4 | 847 | 812 | +35  | Avanzan al Top 16 |       | 84–89 | 93–86 | —      | 78–84 | 86–68  | 111–85 |
| 4    | Limoges (A)               | 10 | 5  | 5 | 787 | 804 | −17  | Avanzan al Top 16 |       | 61–63 | 69–71 | 65–73  | —     | 86–74  | 92–83  |
| 5    | RETAbet Bilbao Basket (E) | 10 | 2  | 8 | 821 | 899 | −78  |                   |       | 69–91 | 79–96 | 86–94  | 91–98 | —      | 92–96  |
| 6    | Partizan NIS (E)          | 10 | 1  | 9 | 811 | 951 | −140 |                   | 83–93 | 80–91 | 80–96 | 98–101 | 67–83 | —      |        |

 Fuente: EuroCup Basketball
Criterios de clasificación: Los puntos conseguidos en las prórrogas no cuentan en las clasificaciones, tampoco por las situaciones de desempate.

### Grupo D
| Pos. | Equipo                      | PJ | G | P | PF  | PC  | DP  | Clasificación     |       | ASV     | TRE   | ZEN    | HGC   | TOF   | ULM    |
| ---- | --------------------------- | -- | - | - | --- | --- | --- | ----------------- | ----- | ------- | ----- | ------ | ----- | ----- | ------ |
| 1    | ASVEL (A)                   | 10 | 7 | 3 | 856 | 814 | +42 | Avanzan al Top 16 |       | —       | 79–67 | 88–85  | 68–84 | 84–74 | 108–77 |
| 2    | Dolomiti Energia Trento (A) | 10 | 6 | 4 | 830 | 797 | +33 | Avanzan al Top 16 |       | 85–75   | —     | 103–81 | 79–76 | 88–91 | 77–66  |
| 3    | Zenit Saint Petersburg (A)  | 10 | 6 | 4 | 862 | 864 | −2  | Avanzan al Top 16 |       | 89–92   | 81–70 | —      | 90–85 | 84–82 | 90–78  |
| 4    | Herbalife Gran Canaria (A)  | 10 | 5 | 5 | 884 | 837 | +47 | Avanzan al Top 16 |       | 128–129 | 85–76 | 97–87  | —     | 92–71 | 97–84  |
| 5    | Tofaş (E)                   | 10 | 4 | 6 | 826 | 861 | −35 |                   |       | 82–81   | 79–91 | 76–80  | 98–94 | —     | 100–84 |
| 6    | ratiopharm Ulm (E)          | 10 | 2 | 8 | 830 | 915 | −85 |                   | 84–94 | 84–94   | 93–95 | 97–87  | 83–73 | —     |        |

 Fuente: EuroCup Basketball
Criterios de clasificación: Los puntos conseguidos en las prórrogas no cuentan en las clasificaciones, tampoco por las situaciones de desempate.

## Top 16
En cada grupo, los equipos jugarán en formato de todos contra todos a dos rondas. Los dos primeros equipos calificados avanzarán a los cuartos de final, mientras que los dos últimos equipos serán eliminados. Las jornadas serán del 3 de enero al 7 de febrero de 2018.

### Grupo E
| Pos. | Equipo                     | PJ | G | P | PF  | PC  | DP  | Clasificación              |       | DAR    | HGC   | ALB    | GSO   |
| ---- | -------------------------- | -- | - | - | --- | --- | --- | -------------------------- | ----- | ------ | ----- | ------ | ----- |
| 1    | Darüşşafaka (A)            | 6  | 5 | 1 | 480 | 412 | +68 | Avanzan a cuartos de final |       | —      | 88–70 | 82–70  | 77–63 |
| 2    | Herbalife Gran Canaria (A) | 6  | 4 | 2 | 507 | 484 | +23 | Avanzan a cuartos de final |       | 78–70  | —     | 100–81 | 76–87 |
| 3    | ALBA Berlin (E)            | 6  | 2 | 4 | 469 | 483 | −14 |                            |       | 66–79  | 72–75 | —      | 95–62 |
| 4    | Galatasaray Odeabank (E)   | 6  | 1 | 5 | 448 | 525 | −77 |                            | 65–84 | 86–108 | 92–97 | —      |       |

 Fuente: EuroCup Basketball
Criterios de clasificación: Los puntos conseguidos en las prórrogas no cuentan en las clasificaciones, tampoco por las situaciones de desempate.

### Grupo F
| Pos. | Equipo                     | PJ | G | P | PF  | PC  | DP  | Clasificación              |       | BAY   | ZEN    | TOR    | RYT     |
| ---- | -------------------------- | -- | - | - | --- | --- | --- | -------------------------- | ----- | ----- | ------ | ------ | ------- |
| 1    | Bayern Múnich (A)          | 6  | 5 | 1 | 526 | 480 | +46 | Avanzan a cuartos de final |       | —     | 95–78  | 107–81 | 81–68   |
| 2    | Zenit Saint Petersburg (A) | 6  | 4 | 2 | 549 | 528 | +21 | Avanzan a cuartos de final |       | 78–80 | —      | 95–84  | 113–100 |
| 3    | FIAT Torino (E)            | 6  | 2 | 4 | 479 | 543 | −64 |                            |       | 90–76 | 73–87  | —      | 83–77   |
| 4    | Lietuvos rytas (E)         | 6  | 1 | 5 | 527 | 530 | −3  |                            | 85–87 | 96–98 | 101–68 | —      |         |

 Fuente: EuroCup Basketball
Criterios de clasificación: Los puntos conseguidos en las prórrogas no cuentan en las clasificaciones, tampoco por las situaciones de desempate.

### Grupo G
| Pos. | Equipo                      | PJ | G | P | PF  | PC  | DP  | Clasificación              |       | LOK   | BUD     | TRE   | CED   |
| ---- | --------------------------- | -- | - | - | --- | --- | --- | -------------------------- | ----- | ----- | ------- | ----- | ----- |
| 1    | Lokomotiv Kuban (A)         | 6  | 6 | 0 | 470 | 392 | +78 | Avanzan a cuartos de final |       | —     | 77–66   | 97–69 | 69–64 |
| 2    | Budućnost VOLI (A)          | 6  | 4 | 2 | 451 | 420 | +31 | Avanzan a cuartos de final |       | 62–68 | —       | 79–66 | 84–52 |
| 3    | Dolomiti Energia Trento (E) | 6  | 2 | 4 | 452 | 481 | −29 |                            |       | 71–74 | 105–106 | —     | 83–72 |
| 4    | Cedevita (E)                | 6  | 0 | 6 | 400 | 480 | −80 |                            | 60–85 | 75–78 | 77–81   | —     |       |

 Fuente: EuroCup Basketball
Criterios de clasificación: Los puntos conseguidos en las prórrogas no cuentan en las clasificaciones, tampoco por las situaciones de desempate.

### Grupo H
| Pos. | Equipo                        | PJ | G | P | PF  | PC  | DP  | Clasificación              |       | REG   | UNK   | ASV   | LIM   |
| ---- | ----------------------------- | -- | - | - | --- | --- | --- | -------------------------- | ----- | ----- | ----- | ----- | ----- |
| 1    | Grissin Bon Reggio Emilia (A) | 6  | 4 | 2 | 444 | 414 | +30 | Avanzan a cuartos de final |       | —     | 76–75 | 75–68 | 87–54 |
| 2    | UNICS (A)                     | 6  | 4 | 2 | 447 | 437 | +10 | Avanzan a cuartos de final |       | 69–71 | —     | 88–84 | 69–66 |
| 3    | ASVEL (E)                     | 6  | 3 | 3 | 461 | 424 | +37 |                            |       | 68–64 | 77–83 | —     | 92–78 |
| 4    | Limoges (E)                   | 6  | 1 | 5 | 417 | 494 | −77 |                            | 80–71 | 78–88 | 61–87 | —     |       |

 Fuente: EuroCup Basketball
Criterios de clasificación: Los puntos conseguidos en las prórrogas no cuentan en las clasificaciones, tampoco por las situaciones de desempate.

## Fase final
En los playoffs, los equipos que juegan entre sí deben ganar dos juegos para ganar la serie. Por lo tanto, si un equipo gana dos juegos antes de que se hayan jugado los tres juegos, se omite el juego que queda. El equipo que terminó en el Top 16 en mejor colocación jugará el primero y el tercero (si es necesario) de los juegos de la serie en casa (L).
|  | Cuartos de final | Cuartos de final          | Cuartos de final | Cuartos de final          | Cuartos de final |    |                 | Semifinales       | Semifinales       | Semifinales       | Semifinales       | Semifinales       |   |  | Final             | Final             | Final             | Final             | Final             |  |
|  | 6 al 14 de marzo | 6 al 14 de marzo          | 6 al 14 de marzo | 6 al 14 de marzo          | 6 al 14 de marzo |    |                 | 20 al 28 de marzo | 20 al 28 de marzo | 20 al 28 de marzo | 20 al 28 de marzo | 20 al 28 de marzo |   |  | 10 al 16 de abril | 10 al 16 de abril | 10 al 16 de abril | 10 al 16 de abril | 10 al 16 de abril |  |
|  |                  |                           |                  |                           |                  |    |                 |                   |                   |                   |                   |                   |   |  |                   |                   |                   |                   |                   |  |
|  |                  |                           |                  |                           |                  |    |                 |                   |                   |                   |                   |                   |   |  |                   |                   |                   |                   |                   |  |
|  | L                | Darüşşafaka               | 57               | 78                        | –                |    |                 |                   |                   |                   |                   |                   |   |  |                   |                   |                   |                   |                   |  |
|  | L                | Darüşşafaka               | 57               | 78                        | –                |    |                 |                   |                   |                   |                   |                   |   |  |                   |                   |                   |                   |                   |  |
|  |                  | Budućnost VOLI            | 54               | 71                        | –                |    |                 |                   |                   |                   |                   |                   |   |  |                   |                   |                   |                   |                   |  |
|  |                  | Budućnost VOLI            | 54               | 71                        | –                | L  | Darüşşafaka     | 76                | 87                | –                 |                   |                   |   |  |                   |                   |                   |                   |                   |  |
|  |                  |                           |                  |                           |                  | L  | Darüşşafaka     | 76                | 87                | –                 |                   |                   |   |  |                   |                   |                   |                   |                   |  |
|  |                  |                           |                  | Bayern Múnich             | 74               | 83 | –               |                   |                   |                   |                   |                   |   |  |                   |                   |                   |                   |                   |  |
|  | L                | Bayern Múnich             | 83               | Bayern Múnich             | 74               | 83 | –               | 73                | 91                |                   |                   |                   |   |  |                   |                   |                   |                   |                   |  |
|  | L                | Bayern Múnich             | 83               |                           |                  |    |                 |                   |                   |                   |                   |                   |   |  |                   |                   |                   |                   |                   |  |
|  |                  | UNICS                     | 75               | 80                        | 81               |    |                 |                   |                   |                   |                   |                   |   |  |                   |                   |                   |                   |                   |  |
|  |                  |                           |                  |                           |                  |    |                 |                   |                   | Darüşşafaka       | 81                | 67                | – |  |                   |                   |                   |                   |                   |  |
|  |                  |                           |                  |                           |                  |    |                 |                   |                   |                   |                   |                   | – |  |                   |                   |                   |                   |                   |  |
|  |                  |                           | L                | Lokomotiv Kuban           | 78               | 59 | –               |                   |                   |                   |                   |                   |   |  |                   |                   |                   |                   |                   |  |
|  | L                | Lokomotiv Kuban           | L                | Lokomotiv Kuban           | 78               | 59 | –               | 79                | 80                | –                 |                   |                   |   |  |                   |                   |                   |                   |                   |  |
|  | L                | Lokomotiv Kuban           |                  |                           |                  |    |                 |                   |                   | –                 |                   |                   |   |  |                   |                   |                   |                   |                   |  |
|  |                  | Herbalife Gran Canaria    | 74               | 59                        | –                |    |                 |                   |                   |                   |                   |                   |   |  |                   |                   |                   |                   |                   |  |
|  |                  | Herbalife Gran Canaria    | 74               | 59                        | –                | L  | Lokomotiv Kuban | 82                | 79                | –                 |                   |                   |   |  |                   |                   |                   |                   |                   |  |
|  |                  |                           |                  |                           |                  | L  | Lokomotiv Kuban | 82                | 79                | –                 |                   |                   |   |  |                   |                   |                   |                   |                   |  |
|  |                  |                           |                  | Grissin Bon Reggio Emilia | 65               | 69 | –               |                   |                   |                   |                   |                   |   |  |                   |                   |                   |                   |                   |  |
|  | L                | Grissin Bon Reggio Emilia | 75               | Grissin Bon Reggio Emilia | 65               | 69 | –               | 77                | 105               |                   |                   |                   |   |  |                   |                   |                   |                   |                   |  |
|  | L                | Grissin Bon Reggio Emilia | 75               |                           |                  |    |                 |                   |                   |                   |                   |                   |   |  |                   |                   |                   |                   |                   |  |
|  |                  | Zenit Saint Petersburg    | 61               | 91                        | 99               |    |                 |                   |                   |                   |                   |                   |   |  |                   |                   |                   |                   |                   |  |
|  |                  |                           |                  |                           |                  |    |                 |                   |                   |                   |                   |                   |   |  |                   |                   |                   |                   |                   |  |
|  |                  |                           |                  |                           |                  |    |                 |                   |                   |                   |                   |                   |   |  |                   |                   |                   |                   |                   |  |

| Campeón de la Eurocup 2017-18  |
| ------------------------------ |
| Darüşşafaka S.K. Primer título |